# Paa exilispinosa
Paa exilispinosa és una espècie de granota que viu a la Xina.
Està amenaçada d'extinció per la pèrdua del seu hàbitat natural.